# سیمور رابی
سیمور رابی (انگلیسی: Seymour Robbie؛ ۲۵ اوت ۱۹۱۹ – ۱۷ ژوئن ۲۰۰۴) کارگردان تلویزیونی اهل ایالات متحده آمریکا بود.
از فیلم‌ها یا مجموعه‌های تلویزیونی که وی در آن‌ها نقش داشته است، می‌توان به ویرجینیایی، مأموریت: غیرممکن، کنن، سوئیچ، گرین هورنت، گمشده در فضا و کوجک اشاره نمود.